# Laure Beccuau
Laure Beccuau, née le 11 mars 1960, est une magistrate française.

## Biographie
Laure Beccuau est élevée avec trois sœurs et grandit en banlieue parisienne. Après des études à Paris I Panthéon-Sorbonne et à l'IEP de Paris (Sciences Po), Laure Beccuau est diplômée de l'ENM en 1986.
Elle commence sa carrière à Rouen en 1986 comme substitut du procureur, puis à Chalon-sur-Saône. Elle est ensuite vice-procureure à Lille et Versailles, puis procureure adjointe à Bobigny en 2010.
Elle est nommée procureure de la République près le tribunal de Nîmes à compter du 1er janvier 2013.
Elle est nommée procureure de la République près le tribunal de Créteil à compter du 1er décembre 2016. Elle en fait une juridiction pilote dans la lutte contre les violences conjugales. Elle s'attaque aussi au logement insalubre et au proxénétisme des mineurs.
Succédant à Rémy Heitz, elle est nommée procureure de la République près le tribunal judiciaire de Paris à compter du 20 septembre 2021. Elle est la première femme nommée à ce poste,.

## Participations
- 2023 : Membre du Jury au Festival du documentaire sur la Justice[10]

## Décorations
- Chevalier de la Légion d'honneur

- Officier de l'ordre national du Mérite

Laure Beccuau est nommée au grade de chevalier de l'ordre national de la Légion d'honneur le 29 mars 2013, au titre de « procureure de la République près le tribunal de grande instance de Nîmes ; 29 ans de services ». Elle est reçue dans l'ordre à une date inconnue.
Le 2 mai 2017, elle est nommée directement au grade d'officier de l'ordre national du Mérite au titre de « procureure de la République près le tribunal de grande instance de Créteil ; 33 ans de services ». Elle est reçue dans l'ordre à une date inconnue.